# Нейланд
Нейланд (нід. Nijland) — село в нідерландській провінції Фрисландія. Входить до муніципалітету Південно-Західна Фрисландія.
Його площа становить 9,84км², а населення станом на 2021 рік складало 1 005 осіб.
Перша згадка про населений пункт датується 1230 роком.

## Галерея

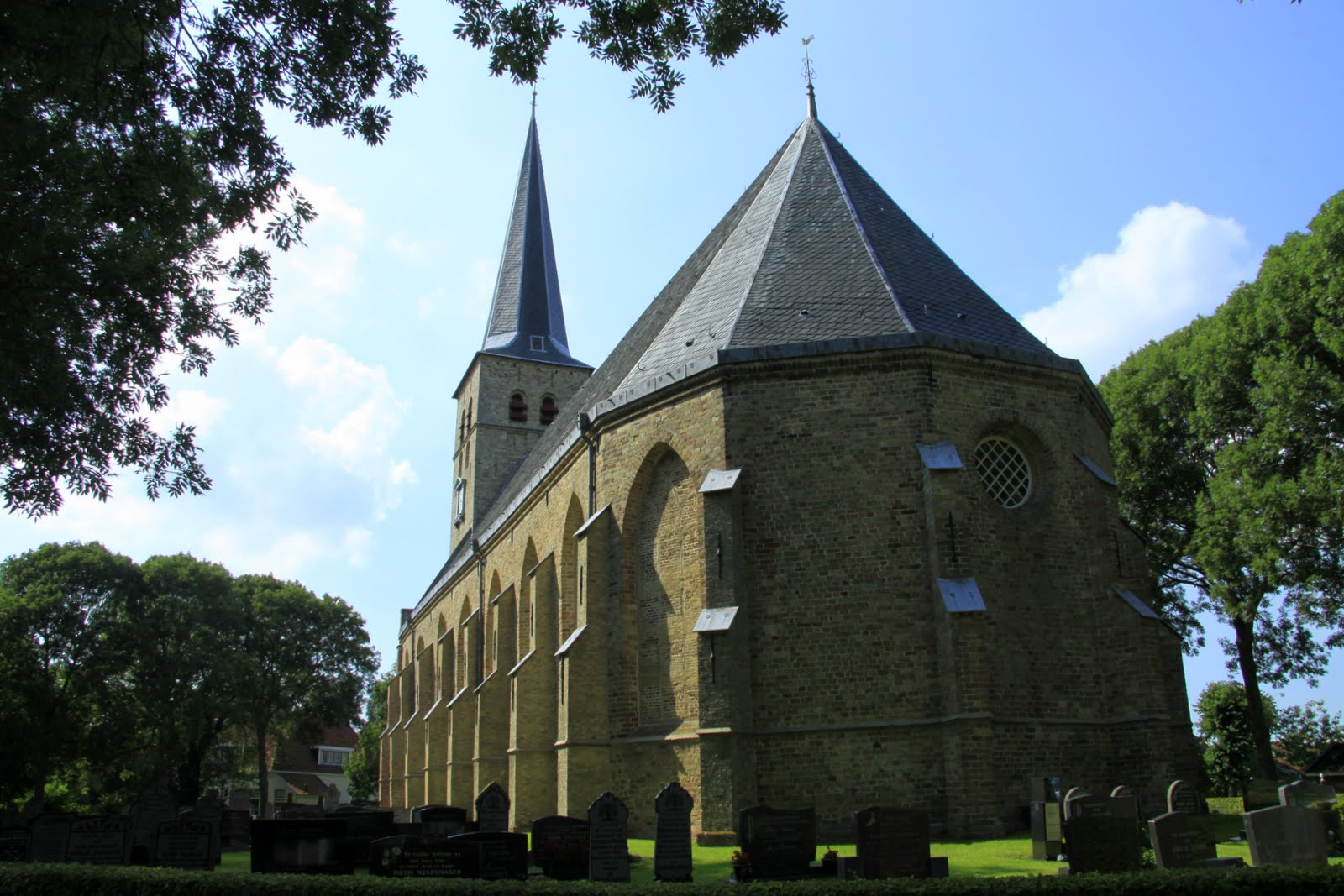
Церква св. Ніколаса
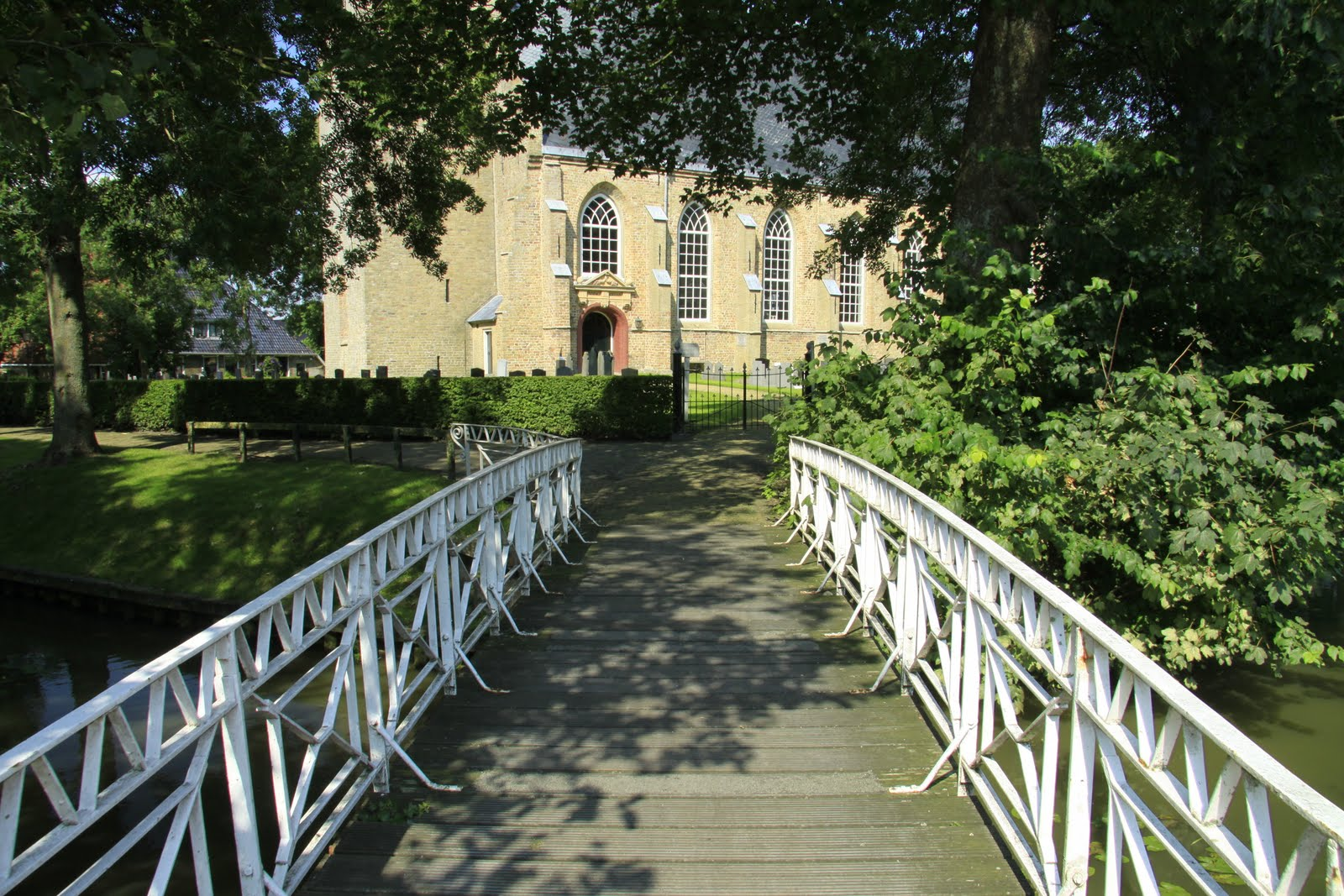
Міст і церква
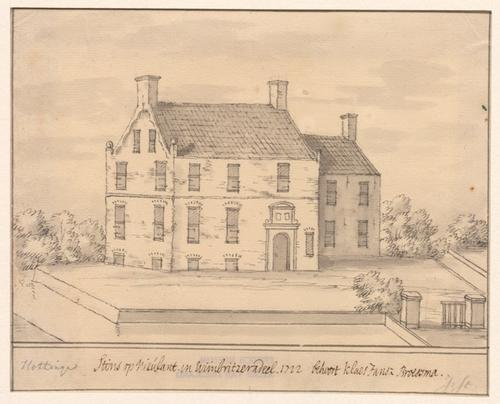
Малюнок маєтка (1722)
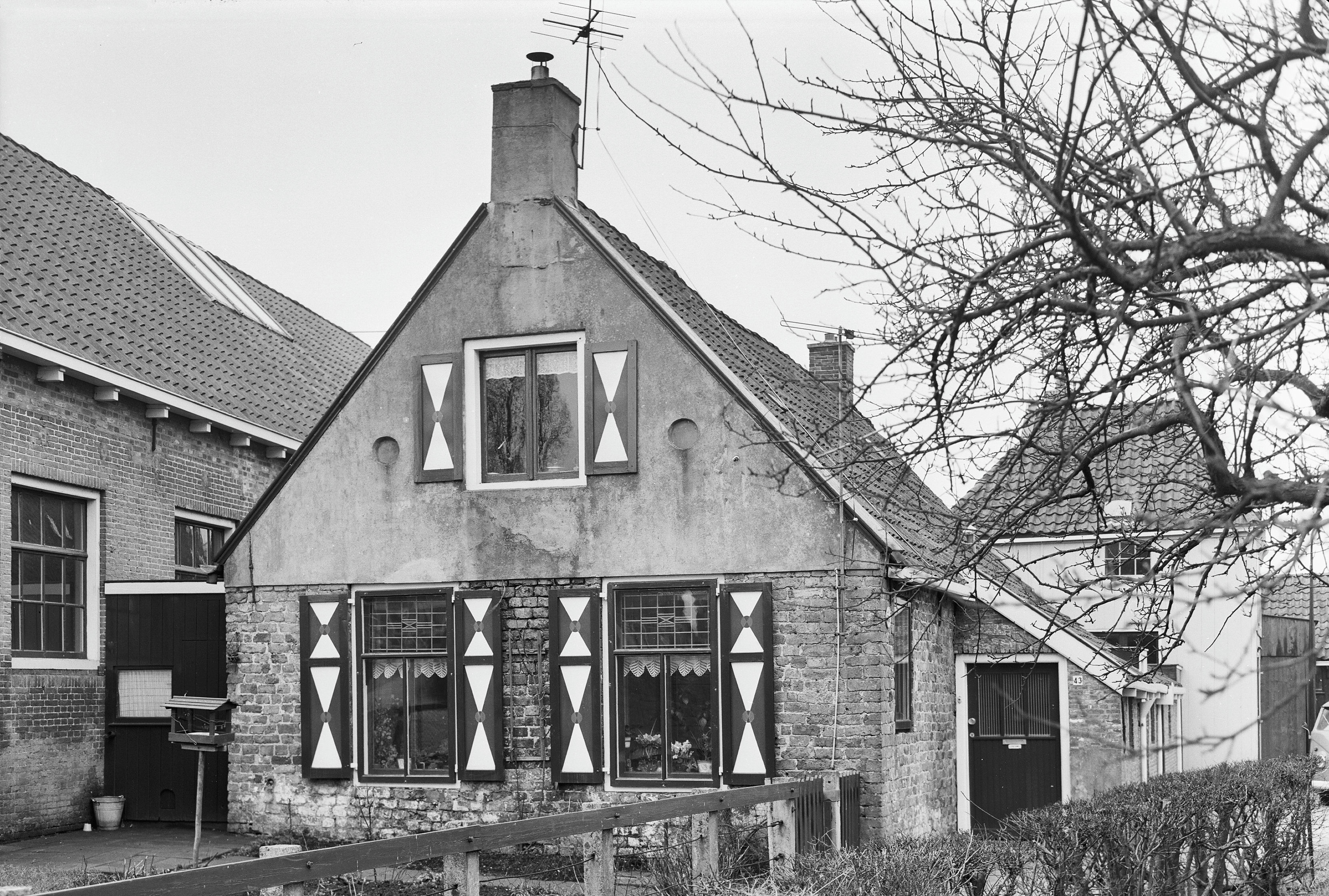
Будинок у Нейланді (1969)